# 西小林站
西小林站（日语：〔〕／ Nishi-Kobayashi eki */?）位於宮崎縣小林市，是九州旅客鐵道（JR九州）
吉都線上的車站。為吉都線最高的車站（標高286.8公尺）。

## 車站構造
岸式月台1面1線的地上站。
以前有木造站房，月台配置為相對式月台2面2線，兩月台間以天橋連接。
之後拆除天橋、站房與其中一座月台，並在原站房處新設一座候車室。

## 車站周邊
- 小林市公所 西小林分所
- 西小林郵局
- かおる幼稚園

## 历史
- 1929年（昭和4年）2月1日 - 設立。
- 1962年（昭和37年）9月20日 - 廢止貨物業務
- 1987年4月1日：國鐵分割民營化，車站由九州旅客鐵道（JR九州）承繼。
- 1990年（平成2年）11月1日 - 改稱為西小林站

## 相鄰車站
九州旅客鐵道
吉都線
蝦野飯野－西小林－小林

## 相關項目
- 日本鐵路車站列表

## 外部連結
- JR九州－西小林站 （页面存档备份，存于）（日語）